# Шалков, Иван Андреевич
Иван Андреевич Шалков (12 января 1907 — 21 сентября 1989) — советский государственный и партийный деятель, первый секретарь Тульского обкома КПСС (1948—1952).

## Биография
Родился 12 января 1907 года в Санкт-Петербурге. Русский.
- 1923—1925 г. рабочий на крахмало-паточном заводе в Борисоглебском районе Ярославской области.
- 1927—1928 гг. — секретарь волкома ВЛКСМ
- 1928 г. — председатель уездного бюро пионеров укома ВЛКСМ в г. Ростов-Ярославский.
- 1930—1932 гг. — завкультпропотделом Борисоглебского райкома ВКП(б) Ярославской области.
- 1936—1937 гг. — 2-й секретарь Самойловского райкома ВКП(б) Саратовской области.
- 1937—1943 г. — инструктор, зав. сектором сельхозотдела, зав. сельхозотделом, секретарь Саратовского обкома ВКП(б).
- 1943—1946 гг. — слушатель ВШПО при ЦК ВКП(б) в г. Москве, инспектор Управления кадров ЦК ВКП(б).
- 1945—1946 — ответственный организатор Управления кадров ЦК ВКП(б)
- 11.1946 — 12.1948  — 2-й секретарь Тульского областного комитета ВКП(б)
- 12.1948 — 19.8.1952 — 1-й секретарь Тульского областного комитета ВКП(б)
- 1952—1954 — слушатель Курсов переподготовки при ЦК ВКП(б) — КПСС
- 1954—1956 — 1-й заместитель председателя Исполнительного комитета Балашовского областного Совета
- 1956—1957 — управляющий Балашовским трестом мясной промышленности
- 1957 — начальник Управления мясной и молочной промышленности СНХ Балашовского экономического административного района
- 1957—1962 — начальник Управления мясной и молочной промышленности СНХ Тамбовского экономического административного района

С 1962 года на пенсии.
Депутат Верховного Совета СССР 3 созыва 1950—1954 гг. (избран от Тульской области)
Скончался  21 сентября 1989 года.

## Награды и звания
- Орден Отечественной войны II степени
- орден Трудового Красного Знамени
- Орден Знак Почёта
- медали